# Most Świętokrzyski
Most Świętokrzyski – most wantowy w Warszawie na Wiśle. Łączy dzielnice Śródmieście i Praga-Północ.

## Konstrukcja
Most razem z wiaduktem ma długość 479 metrów, po dwa pasy ruchu w każdą stronę i dwa pasy dla pieszych i rowerzystów. Konstrukcja wantowa wsparta jest na 90-metrowym pylonie, na którym zaczepiono 48 lin podtrzymujących jego płytę. Pylon stoi na prawym brzegu Wisły, zaś po lewej stronie most wsparty jest na dwóch podporach osadzonych w dnie. Wewnątrz północnej „nogi” pylonu znajduje się winda konserwacyjna. Optycznie most wydaje się lekki (brak klasycznych filarów), aczkolwiek składa się – wraz z wiaduktami dojazdowymi – z siedmiu przęseł.
Most jest nocą podświetlany.

## Historia
Budowa mostu wiązała się z zamierzeniami intensywnej zabudowy okolic Portu Praskiego przez współfinansującą inwestycję firmę Elektrim, a także miasteczka uniwersyteckiego na Powiślu.
Kamień węgielny wmurowano 28 września 1998. Wybudowany przez Mostostal Warszawa SA według projektu Andrzeja Czapskiego i Pekki Pulkkinena, z oprawą architektoniczną Tadeusza Korszyńskiego.
Budowa mostu trwała 2 lata, a całkowity koszt zamknął się w kwocie ok. 160 mln zł.
Most przejął ruch z rozebranego mostu Syreny. Po wyłączeniu dwóch pasów ruchu kołowego na moście Śląsko-Dąbrowskim w 2007 roku jego znaczenie  wzrosło. Łączy ścisłe centrum miasta z Pragą. Jest uważany za najlepiej przystosowany do potrzeb rowerzystów most w Warszawie.
W 2005 pojawiły się plany poprowadzenia przez most linii tramwajowej, łączącej skrzyżowanie ul. Targowej i Kijowskiej na Pradze z rondem ONZ w centrum. Wiązałoby to się ze zlikwidowaniem niektórych pasów drogowych, np. z likwidacją dwóch pasów jezdni i pozostawieniem tylko po jednym w każdą stronę (nie naruszając ani ścieżek rowerowych, ani chodników). Jednak ze względu na podjęcie budowy II linii metra w obecnym jej przebiegu plany te zarzucono.

## Inne informacje
- Most Świętokrzyski jest piątym pod względem długości mostem wantowym w Polsce[5].
- 31 sierpnia 2001 na moście (a dokładnie na przyczółku mostu Syreny), odbył się koncert Most Beautiful Rock For Peace zespołu Tangerine Dream, który zakończył się iluminacją mostu Świętokrzyskiego i pokazem sztucznych ogni, który zgromadził około 6000 warszawiaków. Koncert zakończył występ Kasi Stankiewicz.
- W 2009 roku media obiegła informacja, że według wykonawcy nazwa i wizerunek mostu są prawnie chronione, zgodnie z prawem własności przemysłowej w związku z czym podmioty zainteresowane np. filmowaniem mostu muszą ponosić opłaty licencyjne. W rzeczywistości chronione jest wyłącznie „wykorzystanie w charakterze znaku towarowego konkretnej grafiki załączonej w dokumentacji zgłoszeniowej”, a wykorzystanie rzeczywistego wizerunku mostu w postaci np. zdjęć nie stanowi naruszenia ochrony znaku[6].
- Motyw mostu Świętokrzyskiego pojawia się w piosence Warszawska Plaża zespołu Płyny
- Na moście Świętokrzyskim rozgrywa się jedna z ważniejszych scen filmu Nigdy w życiu!. Podczas ulewy na moście głównej bohaterce kończy się paliwo. Idąc przemoknięta, spotyka ukochanego. W tle brzmi piosenka Edyty Bartosiewicz Opowieść.
- Most pojawił się w teledysku zespołu Ich Troje do piosenki Razem, a jednak osobno pochodzącej z płyty Ad. 4

## Galeria

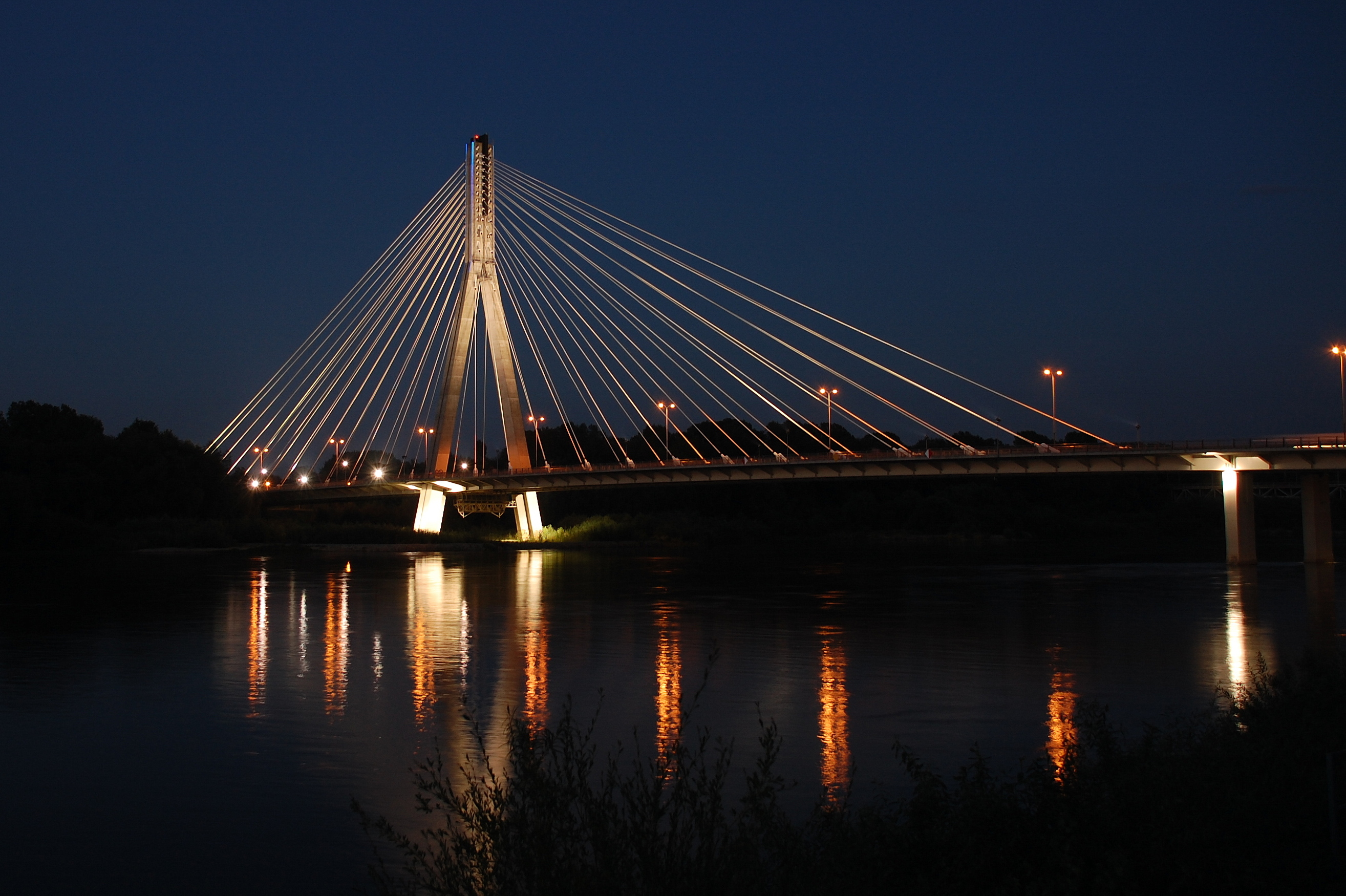
Most Świętokrzyski nocą
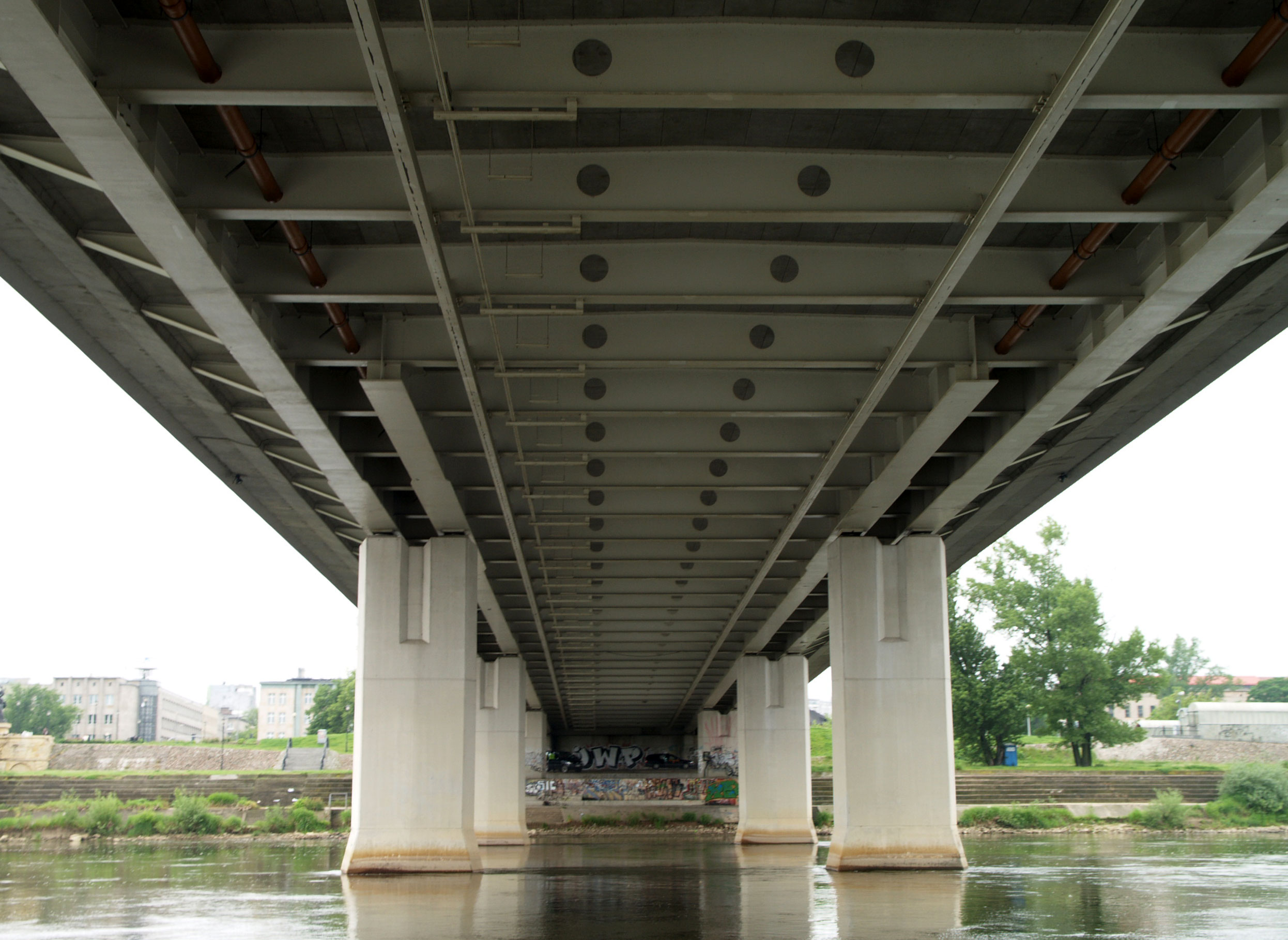
Konstrukcja mostu
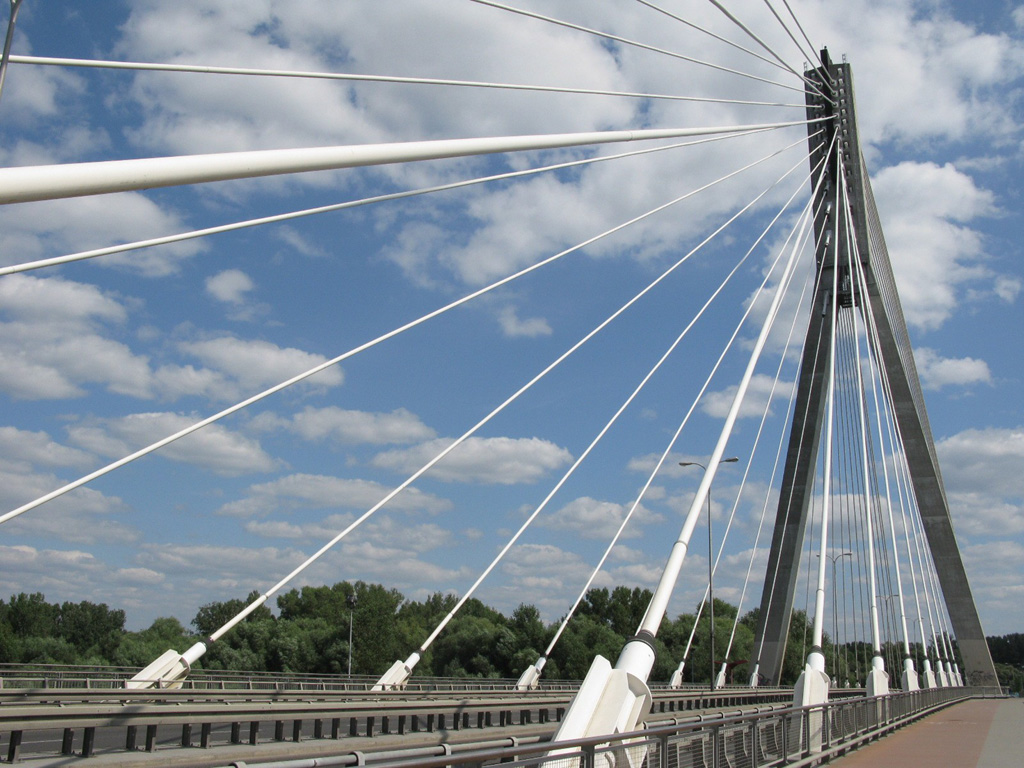
Liny podtrzymujące pylon